# Табарси (станция метро)
«Табарси́» (перс. طبرسی‎) — конечная станция Второй линии Мешхедского метрополитена.
Предыдущая станция — «Велаят».
Была открыта 25 февраля 2017 года, и расположена на севере Мешхеда, на Бульваре Табарси, вблизи мешхедского железнодорожного вокзала, а также реки Кешефруд. Изначально станцию планировалось назвать «Кешефру́д», но станция была открыта под названием «Вела́ят». Чуть позже было решено заменить названия двух последних станций данной линии между собой, и эта станция получила название «Табарси́» от одноименного бульвара, который был назван в честь известного шиитского богослова.